# اتروپوس ۲۷۳
سیارک ۲۷۳ (به انگلیسی: 273 Atropos) دویست و هفتاد و سومین سیارک کشف شده‌است که در ۸ مارس ۱۸۸۸ و در وین کشف شد.
قدر مطلق سیارک برابر ۱۰٫۲۶ است.